# Witborstdoosschildpad
De witborstdoosschildpad (Pelusios adansonii) is een schildpad uit de familie pelomedusa's (Pelomedusidae).

## Naam en indeling
De wetenschappelijke naam van de soort werd voor het eerst voorgesteld door August Friedrich Schweigger in 1812. Oorspronkelijk werd de wetenschappelijke naam Emys adansonii gebruikt. De soortaanduiding adansonii is een eerbetoon aan de Franse botanicus Michel Adanson (1727 - 1806).

## Uiterlijke kenmerken
De schildpad bereikt een maximale schildlengte van 22 centimeter, maar blijft meestal kleiner. Het rugschild heeft een elliptische vorm en is aan de achterzijde wat breder. Het schild is aan de bovenzijde wat afgeplat, op de eerste vier wervelschilden is een lichte kiel aanwezig. Bij jonge dieren zijn de wervelschilden breder dan lang maar naarmate ze ouder worden kunnen de schilden uiteindelijk langer worden dan breed of zijn ongeveer even lang als breed. De marginaalschilden vormen een rond geheel aan de achterzijde van het rugschild.
Het rugschild heeft een geelbruine tot grijsbruine kleur, soms zijn donkere vlekken of strepen aanwezig op de rugschilden. Een nuchaalschild of nekschild ontbreekt. De onderzijde en de brug tussen buik- en rugschild zijn geel gekleurd. Het buikschild is meestal ongevlekt, wel zijn de naden tussen de buikschilden wat donkerder. Op het buikschild zijn geen dijbeenschilden of okselschilden (axillair) aanwezig. De plastronformule is als volgt: fem > abd >< hum > intergul > an > pect >< gul.
De kop is verbreed en eindigt in een stompe snuit. Onder de kin zijn twee grote baarddraden aanwezig. De kop heeft een grijsbruine kleur aan de bovenzijde en is meer geel aan de onderzijde, rond de bek is een gele kleur aanwezig. Ook de poten hebben een lichtere kleur aan de onderzijde. De poten hebben grote klauwen maar de zwemvliezen zijn niet sterk ontwikkeld. Mannetjes zijn van vrouwtjes te onderscheiden door een langere en dikkere staart.

## Levenswijze
De witborstdoosschildpad is een omnivoor die voornamelijk van dieren leeft en dan vooral vissen, amfibieën en ongewervelde dieren. Ook aas wordt gegeten en een deel van het menu bestaat uit waterplanten. De vrouwtjes zetten ongeveer vijftien eieren af per legsel, de eieren hebben een witte kleur en een zachte schaal. Ze zijn ongeveer dertig millimeter lang en achttien mm breed. Een vrouwtje kan vier of vijf legsels per jaar produceren.\

## Verspreiding en habitat
De witborstdoosschildpad komt voor in delen van centraal Afrika en leeft in de landen Centraal-Afrikaanse Republiek, Soedan, Kaapverdië, Ethiopië, Gambia, Kameroen, Liberia, Mali, Mauritanië, Nigeria, Senegal en Tsjaad. De habitat bestaat uit grotere, permanente en rustige wateren zoals rivieren, grote vijvers, tijdelijk ondergelopen terreinen. Dichtbegroeide gebieden zoals tropische en subtropische bossen worden vermeden. Bij droogte kan de witborstdoosschildpad zich maandenlang schuilhouden in de modder om te overzomeren.